# پاشو آواگیان
پاشو کاراپتی آواگیان (ارمنی: Փաշո Կարապետի Ավագյան؛  زادهٔ ۱۹۰۶ - درگذشته ۱۹۵۳) یک نویسنده، ویراستار اهل ارمنستان بود.

## زندگی‌نامه
در ۱۹۰۶ در نوراشن به دنیا آمد و از دانشگاه دولتی علوم پرورشی خاچاطور آبوویان ارمنستان (۱۹۳۸) فارغ‌التحصیل شد. وی در وراستان، خورهرداییین مانکاوارژ، خورهردایین دپروتس فعالیت می‌کرد. وی همچنین برنده آموزگار شایسته ارمنستان شوروی ()، نشان برجسته افتخار، مدال شجاعت کار شده است. وی در ۱۹۵۳ در سن ۴۷ سالگی درگذشت.

## یادداشت
1. ↑  Դորվարդ Ավագյան